# سوبیسکی (ویسکانسین)
سوبیسکی (به انگلیسی: Sobieski) یک منطقهٔ مسکونی در کشور ایالات متحده آمریکا است که در Little Suamico واقع شده‌است. سوبیسکی ۲۵۹ نفر جمعیت دارد.